# Romagnola
Romagnola je velké plemeno skotu pocházející z Itálie. Původně se jednalo o skot s třístrannou užitkovostí s důrazem na produkci tažných volů, v současnosti se jedná především o masné plemeno.

## Historie
Romagnola pochází z místních rázů skotu zkřížených s podolským skotem. V průběhu 19. století došlo v tehdejší provincii Forli ke sjednocení tohoto skotu do jediného plemene a v druhé polovině 19. století bylo přikříženo plemeno chianina. Plemenná kniha je vedena od roku 1956.

## Charakteristika
Je to skot velkého tělesného rámce, mohutný a dobře osvalený. Hlava je krátká s širokým čelem, zvířata jsou rohatá. Končetiny jsou spíše kratší. Zbarvení krav je bílé až světle šedé, býci jsou tmavší, zejména na krku a v okolí očí. Kůže je tmavě pigmentovaná, oční víčka, konečník, vulva, mulec a paznehty jsou černé, stejně tak rohy a chvost ocasu. Telata se rodí červenožlutá a přebarvují se později. Plemeno se chová ve dvou užitkových směrech: romagnola gentile je větší a raný, chovaný pro produkci masa a to především v nížinách, romagnola di montana je menší pracovní skot z horských oblastí. Obecně je romagnola přizpůsobivé a nenáročné plemeno s dobrou masnou užitkovostí, býci ve výkrmu dosahují denních přírůstků 1300 g, jatečná výtěžnost je vysoká, sklon k tučnění malý.